# Пониква (річка)
Пониква (пол. Ponikwa (dopływ Soły) — гірська річка в Польщі, у Живецькому повіті Сілезького воєводства. Ліва притока Соли, (басейн Балтійського моря).

## Опис
Довжина річки 5,4 км, найкоротша відстань між витоком і гирлом — 3,95  км, коефіцієнт звивистості річки — 1,37 . Формується кількома безіменними притоками.

## Розташування
Бере початок на південно-східній стороні від гірського проходу Пшеґібек (685 м) (ґміна Вільковіце) у ґміні Черніхув. Тече переважно на південний схід і між селами Черніхув та Мендзибродзе-Бяльське впадає у річку Солу (Мендзибродзьке озеро), праву притоку Вісли.

## Цікавий факт
- У пригирловій частині річку перетинає автошлях 948 (Тресна — Коберниці).

## Галерея

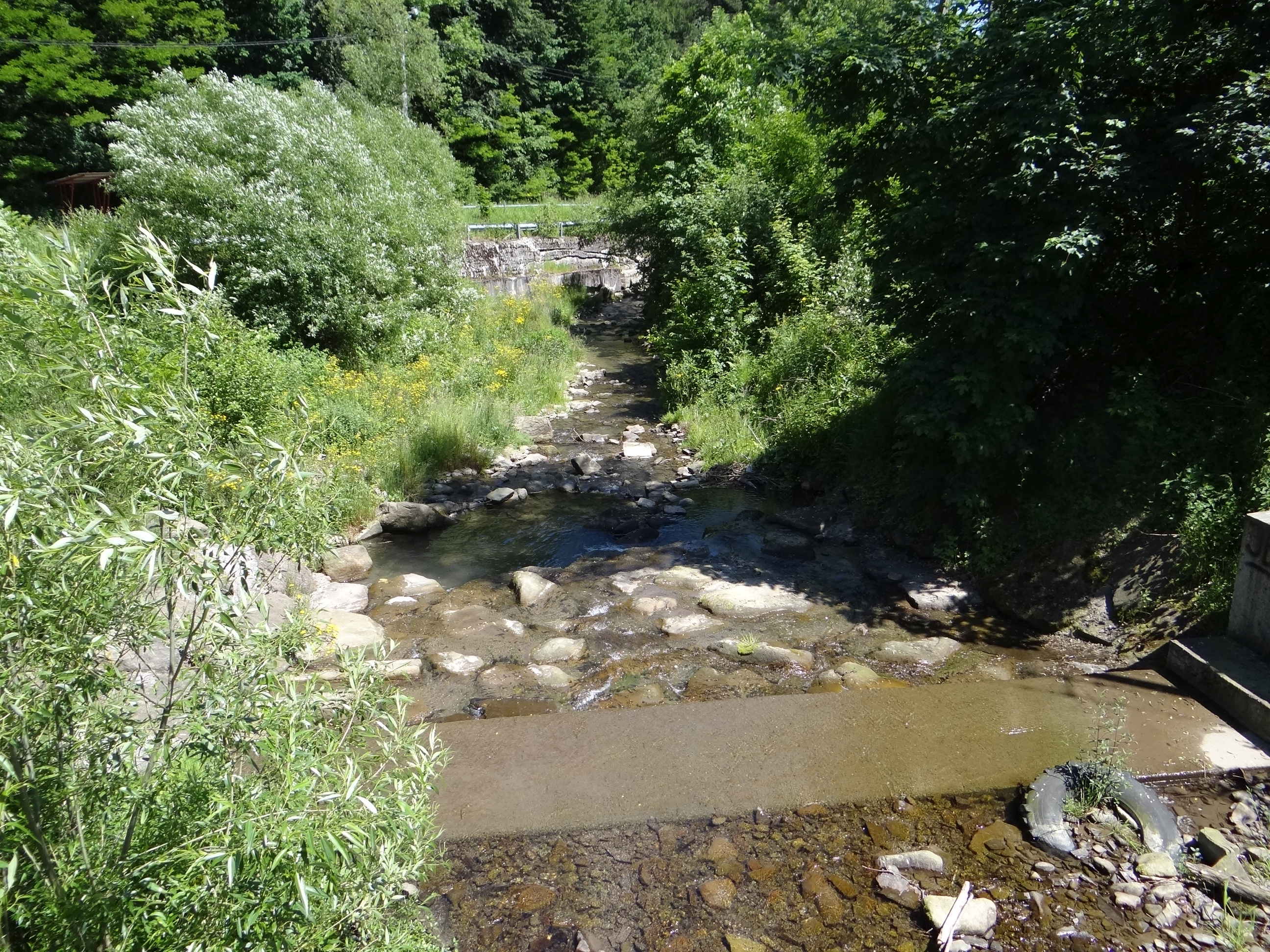